# Festa da Carballeira
La Festa da Carballeira es un festival de música folk que se celebra en Zas desde el año 1984, organizado por la Asociación Cultural CASTRO-MEDA.

## Desarrollo
Todos los años, el segundo fin de semana de agosto, desde primeras horas de la tarde, en los prados situados al margen del río, se reúnen grupos de baile, panderetas, y gaitas que acompañados de otros grupos tradicionales introducen el festival que comienza sobre las diez de la noche en la parte izquierda del río, cuya carballeira sirve de auditorio natural.
Desde el comienzo, se pueden degustar las especialidades gastronómicas: pulpo, pimientos de Padrón, churrasco, patatas, etc, y beber vino embotellado para tal fin, o comprar camisetas y sudaderas conmemorativas del festival o un boleto para el sorteo de un pequeño cordero. Quizás lo más característico es que se puede comprar una xerra de barro hecha por un alfarero de Buño -localidad muy cercana-, con un  diseño exclusivo cada año, compra que suele ir acompañada de una porción de empanada, una botella de vino y toda la queimada que cada uno pueda beber hacia la media noche.